# Gavin Islet
Gavin Islet – wyspa (islet) w kanadyjskiej prowincji Nowa Szkocja, w hrabstwie Pictou, na rzece West River of Pictou; nazwa urzędowo zatwierdzona 8 listopada 1948.